# Ayden Toovey
Ayden Toovey (Mudgee, 8 november 1995) is een Australisch voormalig wielrenner die in 2019 en 2020 reed voor Team BridgeLane.

## Carrière
In maart 2013 werd Toovey dertiende in het nationale kampioenschap tijdrijden voor junioren. Drie dagen later werd hij vijfde in de wegwedstrijd. In de eerste etappe van de GP Rüebliland, een Zwitserse juniorenwedstrijd, wist enkel Mathieu van der Poel voor Toovey te finishen. In het eindklassement werd de Australiër derde, met een achterstand van één minuut en drie seconden op Van der Poel. In 2015 werd Toovey geselecteerd voor de International Road Cycling Challenge, de testwedstrijd voor de Olympische Spelen in Rio de Janeiro, maar wist niet te finishen.
In 2016 werd Toovey onder meer vierde in de Delta Road Race en won hij de eerste etappe van de Ronde van Southland, die niet op de UCI-kalender stond. In 2017 werd hij, achter Alexander Porter en Lucas Hamilton, derde op het nationale criteriumkampioenschap voor beloften, waarna hij in februari aan de start stond van de Herald Sun Tour. In de proloog wist hij vijftiende te worden, waardoor hij de eerste leider in het jongerenklassement werd. Een dag later raakte hij zijn leiderstrui kwijt aan Jai Hindley. Vanaf halverwege augustus mocht Toovey stage lopen bij Trek-Segafredo. Namens die ploeg nam hij deel aan de Ronde van Poitou-Charentes.
In 2018 maakte Toovey de overstap naar Bennelong SwissWellness Cycling Team. Hij bleef hier slechts een jaar, want in 2019 kwam Toovey uit voor het, eveneens uit Australië afkomstige, Team BridgeLane. In dienst van deze ploeg won hij aan het begin van het seizoen het puntenklassement van de Herald Sun Tour. Na het seizoen van 2020 beëindigde Toovey bij deze ploeg zijn professionele loopbaan.

## Belangrijkste overwinningen
2019
Puntenklassement Herald Sun Tour
1e etappe Ronde van Japan

## Ploegen
- 2017 –  NSW Institute of Sport
- 2017 –  Trek-Segafredo (stagiair vanaf 18-8)
- 2018 –  Bennelong SwissWellness Cycling Team
- 2019 –  Team BridgeLane
- 2020 –  Team BridgeLane

Cavanagh · Fitter · Kauffmann · Magennis · Robinson · Shaw · Smyth · Sunderland · Taylor · Toovey · Wohler
Alafaci · Beppu · Bernard · Brändle · Cardoso · Coledan · Contador · Daniel · Degenkolb · Didier · Felline · Gogl · Guerreiro · Hernández · Irizar · de Kort · Mollema · Nizzolo · Pantano · Pedersen · van Poppel · Rast · Reijnen · Stetina · Stuyven · Theuns · Zubeldia · Conci (stagiair) · Moschetti (stagiair) · Toovey (stagiair)
Bayly · Bowden · Christie-Johnson · Cooper · Crome · Davids · Elliott · Freiberg · Giacoppo · Harper · Lake · Lea · Porter · Roe · D. Sunderland · S. Sunderland · Toovey · Von Hoff · Ward